# Språken (dikt)
Språken är en dikt från 1817 av den svenske författaren Esaias Tegnér.
Tegnér ger sina omdömen om en rad europeiska språk och avslutar med svenskan, som han hyllar som "ärans och hjältarnas språk".
Förutom svenska nämns även grekiska, latin, italienska, spanska, franska, engelska, tyska och danska. Tegnér är kritisk till bland annat danskan och skriver "Mig behagar du ej. För veklig för nordiska styrkan". Om sitt eget modersmål skriver han däremot:
Ärans och hjältarnas språk! Hur ädelt och manligt du rör dig!
Ren är som malmens din klang, säker som solens din gång
Vistas på höjderna du, där åskan och stormarna tala,
Dalarnas lägre behag äro ej gjorda för dig.
Spegla ditt anlet i sjön, och friskt från de manliga dragen
Tvätta det främmande smink, kanske det snart är för sent.

## Eftermäle
Det förekommer att beteckningen "ärans och hjältarnas (språk)" i dag används snarare som en humoristisk och ironisk eufemism för svenska språket än i den stolta anda som präglar Tegnérs dikt.